# Helen Glover
Pour les articles homonymes, voir Glover.
Helen Glover est une rameuse britannique née le 17 juin 1986 à Truro.

## Biographie
Militaire de formation, Helen Glover commence la pratique de l'aviron à l'âge de 22 ans. Aux Jeux olympiques d'été de 2012 à Londres, elle obtient avec Heather Stanning, avec qui elle est associée depuis 2010, la médaille d'or en deux de pointe, obtenant ainsi le premier titre olympique britannique de ces Jeux.
Elle est nommée porte-drapeau de la délégation britannique aux Jeux olympiques de 2024 à Paris aux côtés du plongeur Tom Daley.